# San Antonio de Flores (Choluteca)
San Antonio de Flores est une municipalité du Honduras, située dans le département de Choluteca. Elle est fondée en 1881.

## Villages
La municipalité de Morolica, comprend 24 hameaux et les 4 villages suivants :
- San Antonio de Flores (chef-lieu de la municipalité)
- El Jícaro
- Las Playitas
- Moramulca

## Source de la traduction
- (en)/(es) Cet article est partiellement ou en totalité issu des articles intitulés en anglais « San Antonio de Flores » (voir la liste des auteurs) et en espagnol « San Antonio de Flores (Choluteca) » (voir la liste des auteurs).